# Dubnobasswithmyheadman
 (avril 2018).
Si vous disposez d'ouvrages ou d'articles de référence ou si vous connaissez des sites web de qualité traitant du thème abordé ici, merci de compléter l'article en donnant les références utiles à sa vérifiabilité et en les liant à la section « Notes et références ».
Albums de Underworld
Change the Weather
(1989) Second Toughest in the Infants
(1996)
Singles
1. Mmm... Skyscraper I Love You
Sortie : 11 juin 1993
2. Cowgirl
Sortie : 1994
3. Dark and Long
Sortie : 18 juin 1994
4. Dirty Epic
Sortie : 18 juillet 1994

dubnobasswithmyheadman est le troisième album du groupe de musique électronique britannique Underworld, sorti en 1994.
Il est le premier album du groupe dans sa phase « MK2 », période caractérisée par la présence du DJ Darren Emerson au sein de la formation. La musique, alors orientée synthpop et rock, prend un aspect bien plus techno et trance. La période MK2 d'Underworld continue jusqu'au départ d'Emerson en 2001[réf. nécessaire].
En janvier 1997, l'abum est certifié disque d'or au Royaume-Uni, par la BPI (plus de 100 000 exemplaires vendus).

## Liste des titres

### Édition originale 2 × vinyle LP
Toutes les chansons sont écrites et composées par Karl Hyde et Rick Smith, sauf annotations.
|     | 'Face A'                                                            |       |
| A1. | Dark and Long                                                       | 7:36  |
| A2. | Mmm Skyscraper I Love You (Darren Emerson, Karl Hyde et Rick Smith) | 13:09 |
|     | 'Face B'                                                            |       |
| B1. | Surfboy (Emerson, Hyde et Smith)                                    | 7:34  |
| B2. | Spoonman                                                            | 7:41  |
| B3. | Tongue (Emerson, Hyde et Smith)                                     | 4:49  |

|     | 'Face C'      |      |
| C1. | Dirty Epic    | 9:56 |
| C2. | Cowgirl       | 8:25 |
|     | 'Face D'      |      |
| D1. | River of Bass | 6:26 |
| D2. | M. E.         | 7:09 |

| Mini-disque bonus - Réédition 2 × CD Japon (V2 Records Japan, 5 septembre 2001) | Mini-disque bonus - Réédition 2 × CD Japon (V2 Records Japan, 5 septembre 2001) | Mini-disque bonus - Réédition 2 × CD Japon (V2 Records Japan, 5 septembre 2001) | Mini-disque bonus - Réédition 2 × CD Japon (V2 Records Japan, 5 septembre 2001) | Mini-disque bonus - Réédition 2 × CD Japon (V2 Records Japan, 5 septembre 2001) | Mini-disque bonus - Réédition 2 × CD Japon (V2 Records Japan, 5 septembre 2001) | Mini-disque bonus - Réédition 2 × CD Japon (V2 Records Japan, 5 septembre 2001) | Mini-disque bonus - Réédition 2 × CD Japon (V2 Records Japan, 5 septembre 2001) | Mini-disque bonus - Réédition 2 × CD Japon (V2 Records Japan, 5 septembre 2001) | Mini-disque bonus - Réédition 2 × CD Japon (V2 Records Japan, 5 septembre 2001) |
| No                                                                              | Titre                                                                           | Durée                                                                           |                                                                                 |                                                                                 |                                                                                 |                                                                                 |                                                                                 |                                                                                 |                                                                                 |
| ------------------------------------------------------------------------------- | ------------------------------------------------------------------------------- | ------------------------------------------------------------------------------- | ------------------------------------------------------------------------------- | ------------------------------------------------------------------------------- | ------------------------------------------------------------------------------- | ------------------------------------------------------------------------------- | ------------------------------------------------------------------------------- | ------------------------------------------------------------------------------- | ------------------------------------------------------------------------------- |
| 1.                                                                              | Rez                                                                             | 9:56                                                                            |                                                                                 |                                                                                 |                                                                                 |                                                                                 |                                                                                 |                                                                                 |                                                                                 |
| 2.                                                                              | Why Why Why                                                                     | 12:24                                                                           |                                                                                 |                                                                                 |                                                                                 |                                                                                 |                                                                                 |                                                                                 |                                                                                 |
| 22:20                                                                           |                                                                                 |                                                                                 |                                                                                 |                                                                                 |                                                                                 |                                                                                 |                                                                                 |                                                                                 |                                                                                 |

## Rééditions «anniversaire»
En 2014, pour son 20e anniversaire, l'album original est réédité en version remastérisée — aux studios Abbey Road de Londres — et accompagné d'un second disque de singles et de titres inédits et rares dans une édition Deluxe.
Sortie au même moment, l'édition Super Deluxe contient, quant à elle, le même album original remastérisé mais elle est complétée par 4 disques supplémentaires, un se compose de singles de 1991 à 1994, le suivant de remixes de 1992 à 1994, le troisième contient des titres inédits de 1991 à 1993 et le dernier des répétitions studio de 1993.
Le Japon, qui publie également cette Super Deluxe Edition au format SHM CD, ajoute un sixième disque de trois titres du concert à Tokyo de 2005.
Par ailleurs, chaque édition, Deluxe et Super Deluxe, est publié sur support numérique.
Enfin, dans le même temps, est également éditée une version Blu-ray audio de l'album original remastérisé.

### Deluxe Edition
Réédition Deluxe 2 × CD (Universal UMC, 17 octobre 2014)
| Disque 2 : Rarities unreleased tracks and singles (en français : Titres inédits rares et singles) | Disque 2 : Rarities unreleased tracks and singles (en français : Titres inédits rares et singles) | Disque 2 : Rarities unreleased tracks and singles (en français : Titres inédits rares et singles) | Disque 2 : Rarities unreleased tracks and singles (en français : Titres inédits rares et singles) | Disque 2 : Rarities unreleased tracks and singles (en français : Titres inédits rares et singles) | Disque 2 : Rarities unreleased tracks and singles (en français : Titres inédits rares et singles) | Disque 2 : Rarities unreleased tracks and singles (en français : Titres inédits rares et singles) | Disque 2 : Rarities unreleased tracks and singles (en français : Titres inédits rares et singles) | Disque 2 : Rarities unreleased tracks and singles (en français : Titres inédits rares et singles) | Disque 2 : Rarities unreleased tracks and singles (en français : Titres inédits rares et singles) |
| No                                                                                                | Titre                                                                                             | Durée                                                                                             |                                                                                                   |                                                                                                   |                                                                                                   |                                                                                                   |                                                                                                   |                                                                                                   |                                                                                                   |
| ------------------------------------------------------------------------------------------------- | ------------------------------------------------------------------------------------------------- | ------------------------------------------------------------------------------------------------- | ------------------------------------------------------------------------------------------------- | ------------------------------------------------------------------------------------------------- | ------------------------------------------------------------------------------------------------- | ------------------------------------------------------------------------------------------------- | ------------------------------------------------------------------------------------------------- | ------------------------------------------------------------------------------------------------- | ------------------------------------------------------------------------------------------------- |
| 1.                                                                                                | Eclipse                                                                                           | 13:01                                                                                             |                                                                                                   |                                                                                                   |                                                                                                   |                                                                                                   |                                                                                                   |                                                                                                   |                                                                                                   |
| 2.                                                                                                | Rez                                                                                               | 9:58                                                                                              |                                                                                                   |                                                                                                   |                                                                                                   |                                                                                                   |                                                                                                   |                                                                                                   |                                                                                                   |
| 3.                                                                                                | Dirty                                                                                             | 10:19                                                                                             |                                                                                                   |                                                                                                   |                                                                                                   |                                                                                                   |                                                                                                   |                                                                                                   |                                                                                                   |
| 4.                                                                                                | Dark and Long (Dark Train)                                                                        | 9:54                                                                                              |                                                                                                   |                                                                                                   |                                                                                                   |                                                                                                   |                                                                                                   |                                                                                                   |                                                                                                   |
| 5.                                                                                                | Spikee                                                                                            | 12:31                                                                                             |                                                                                                   |                                                                                                   |                                                                                                   |                                                                                                   |                                                                                                   |                                                                                                   |                                                                                                   |
| 6.                                                                                                | Concord (3 Comp75 Id9 A1771 Aug 93a)                                                              | 6:51                                                                                              |                                                                                                   |                                                                                                   |                                                                                                   |                                                                                                   |                                                                                                   |                                                                                                   |                                                                                                   |
| 7.                                                                                                | Can You Feel Me? (From A4796)                                                                     | 4:31                                                                                              |                                                                                                   |                                                                                                   |                                                                                                   |                                                                                                   |                                                                                                   |                                                                                                   |                                                                                                   |
| 8.                                                                                                | Birdstar (A1558 Nov 92b.1)                                                                        | 4:53                                                                                              |                                                                                                   |                                                                                                   |                                                                                                   |                                                                                                   |                                                                                                   |                                                                                                   |                                                                                                   |
| 72:07                                                                                             |                                                                                                   |                                                                                                   |                                                                                                   |                                                                                                   |                                                                                                   |                                                                                                   |                                                                                                   |                                                                                                   |                                                                                                   |

| Titre bonus - Réédition Deluxe 2 × SHM-CD Japon (Universal UMC, 19 novembre 2014) | Titre bonus - Réédition Deluxe 2 × SHM-CD Japon (Universal UMC, 19 novembre 2014) | Titre bonus - Réédition Deluxe 2 × SHM-CD Japon (Universal UMC, 19 novembre 2014) | Titre bonus - Réédition Deluxe 2 × SHM-CD Japon (Universal UMC, 19 novembre 2014) | Titre bonus - Réédition Deluxe 2 × SHM-CD Japon (Universal UMC, 19 novembre 2014) | Titre bonus - Réédition Deluxe 2 × SHM-CD Japon (Universal UMC, 19 novembre 2014) | Titre bonus - Réédition Deluxe 2 × SHM-CD Japon (Universal UMC, 19 novembre 2014) | Titre bonus - Réédition Deluxe 2 × SHM-CD Japon (Universal UMC, 19 novembre 2014) | Titre bonus - Réédition Deluxe 2 × SHM-CD Japon (Universal UMC, 19 novembre 2014) | Titre bonus - Réédition Deluxe 2 × SHM-CD Japon (Universal UMC, 19 novembre 2014) |
| No                                                                                | Titre                                                                             | Durée                                                                             |                                                                                   |                                                                                   |                                                                                   |                                                                                   |                                                                                   |                                                                                   |                                                                                   |
| --------------------------------------------------------------------------------- | --------------------------------------------------------------------------------- | --------------------------------------------------------------------------------- | --------------------------------------------------------------------------------- | --------------------------------------------------------------------------------- | --------------------------------------------------------------------------------- | --------------------------------------------------------------------------------- | --------------------------------------------------------------------------------- | --------------------------------------------------------------------------------- | --------------------------------------------------------------------------------- |
| 9.                                                                                | Rez (Live in Tokyo 2005)                                                          | 9:27                                                                              |                                                                                   |                                                                                   |                                                                                   |                                                                                   |                                                                                   |                                                                                   |                                                                                   |
| 81:34                                                                             |                                                                                   |                                                                                   |                                                                                   |                                                                                   |                                                                                   |                                                                                   |                                                                                   |                                                                                   |                                                                                   |

### Super Deluxe Edition
Réédition Super Deluxe 5 × CD (Universal UMC, 6 octobre 2014)
| 1. | The Hump (Wild Beast)       | 6:26  |
| 2. | Eclipse                     | 13:01 |
| 3. | Rez                         | 9:58  |
| 4. | Dirty                       | 10:19 |
| 5. | Dirty Guitar                | 10:01 |
| 6. | Dark and Long (Hall's edit) | 4:10  |
| 7. | Dark and Long (Dark Train)  | 9:54  |
| 8. | Spikee                      | 12:33 |

| 1. | Mmm... Skyscraper I Love You (Jam Scraper)        | 9:15  |
| 2. | Cowgirl (Irish Pub in Kyoto mix)                  | 11:45 |
| 3. | Dark and Long (Most ’Ospitable mix)               | 5:56  |
| 4. | Mmm... Skyscraper I Love You (Telegraph 16.11.92) | 7:09  |
| 5. | Dark and Long (Burts mix)                         | 8:48  |
| 6. | Dogman Go Woof                                    | 12:15 |
| 7. | Dark and Long (Thing in a Book mix)               | 20:15 |

| 1.  | Concord (3 Comp75 id9 A1771 Aug 93A)                                  | 6:52  |
| 2.  | Dark and Long (1st ruff id3 A1551 2)                                  | 9:35  |
| 3.  | Mmm... Skyscraper I Love You (A1765 Sky Version id4. Harmone6 COMP43) | 9:58  |
| 4.  | Mmm... Skyscraper I Love You (After sky id6 1551 2)                   | 5:29  |
| 5.  | Can You Feel Me? (from A4796)                                         | 4:31  |
| 6.  | Birdstar (A1558 Nov 92B.1)                                            | 4:51  |
| 7.  | Dirty Epic (Dirty Ambi Piano A1764 Oct 91)                            | 6:49  |
| 8.  | Spoonman (Version1 A1559 Nov92)                                       | 10:04 |
| 9.  | Organ (Eclipse version from A4796)                                    | 6:20  |
| 10. | Cowgirl (Alt Cowgirl C69 Mix From A1564)                              | 10:13 |

| 1. | Mmm... Skyscraper I Love You | 13:28 |
| 2. | Improv 1                     | 7:27  |
| 3. | Bigmouth                     | 8:17  |
| 4. | Improv 2                     | 8:03  |
| 5. | Big Meat Show                | 11:17 |
| 6. | Improv 3                     | 9:53  |
| 7. | Spoonman                     | 18:05 |

Réédition Super Deluxe Japon 6 × SHM CD (Universal UMC, 19 novembre 2014)
| 1. | Mmm... Skyscraper, I Love You | 5:58 |
| 2. | Rez                           | 9:28 |
| 3. | Dark Train                    | 9:39 |